# Зграда Пастеровог завода
Зграда Пастеровог завода се налази у Нишу на Булевару Зорана Ђинђића бр. 50. Представља непокретно културно добро као споменик културе од великог значаја.

## Историја и архитектура
Зграда Пастеровог завода представља прву здравствену установу за превентивну медицинску заштиту на Балкану. Објекат је подигнут 1900. године по пројекту непознатог архитекте.
Објекат је приземне грађевине, основе у облику слова П у првобитном централном габариту. На средишњи хол се надовезују по две просторије, за прегледе и по једна пространа лабораторија. У духу еклектичких схватања са декоративним елементима ренесансе, зграда је академски компонована и класицистичким поретком у систему декорације и строгој геометријској структуралности маса.

## Радови на реконструкцији
Године 1923–1926, се дограђују бочна крила, када је зграда претворена у Епидемиолошки, па касније и у Хигијенски завод. Рестаураторски радови су вршени током 1978–1984 године, после чега зграда постаје дом Музеја здравствене културе и седиште Српског лекарског друштва и Школа здравственог образовања.
Године 2022. настављају се радови на новој реконструкцији саме зграде. Након што је реконструисан улични део фасаде, рађена је реконструкција самог крова која је био најугроженији. Кров је из тих разлога у потпуности реконструисан и саниран, заједно са олуцима и пратећим деловима који штите објекат од падавина. Ова реконструкција рађена је према пројекту самог Завода у вредности од 8 милиона динара. Пошто је сам објекат под заштитом државе, комплетни радови одрађену су уз стручни надзор Завода за заштиту споменика културе Ниша. 